# Die Hosen des Ritters von Bredow
Die Hosen des Ritters von Bredow ist eine deutsche Filmkomödie der DEFA von Konrad Petzold aus dem Jahr 1973.

## Handlung
Götz von Bredow ist nach einer Schlacht mal wieder stockbetrunken zunächst in eine kleine Wirtshausschlägerei geraten und danach ins Bett gefallen. Seine Frau ahnt, dass er wieder sieben Tage lang seinen Rausch ausschlafen wird, und entledigt ihren Gatten daher seiner Lederhose. Die soll nach 30 Jahren im Zuge der großen Wäsche endlich auch einmal gereinigt werden, steht sie doch inzwischen schon von allein an der Wand. Mit der Hose hat es seine eigene Bewandtnis: Sie soll den, der sie trägt, vor jedem Schaden schützen, nur sollte sie nie gewaschen werden. Bei der großen Wäsche jedoch wird die Hose auf der Leine vergessen und von Kaufmann Hedderich gefunden und mitgenommen.
Unterdessen verliert auf Bredows Gut der kurfürstliche Geheime Rat Lindenberg sein gesamtes Bargeld gegen den Dechant im Glücksspiel. Das Geld wiederum war ihm vom Kurfürsten nur zur Aufbewahrung anvertraut worden. Da Götz nichts borgen kann, weil er noch schläft und sowieso bankrott ist, reitet Lindenberg los und überfällt in Götz von Bredows Rüstung den Kaufmann Hedderich. Er nimmt ihm sein Geld ab und Götz’ Junker Hans-Jürgen kurze Zeit später noch die Lederhose, die nun Götz wiedergegeben wird. Der wird kurze Zeit später wegen des Überfalls Hedderichs verhaftet, jedoch freigelassen, als der Kurfürst Lindenberg als Täter erkennt und hängen lässt.
Statt nach Hause zu seiner Frau Brigitte zu gehen, wird Götz, der lieber ein Dachs (oder zwei Dachse) wäre und Winterschlaf halten würde, von seiner Sippe auf einen Rachekampf gegen den Kurfürsten eingeschworen. Brigitte wiederum will ihren Mann endlich sicher im Haus wissen und lässt sämtliches Kampfgerät, alle Rüstungen und auch Götzens Hose aus dem Haus bringen. Nur das Schwert bleibt ihm und so stürzt er sich trotz dagelassener festlich gedeckter Tafel und aufreizender Jungfrau in Unterhose in die Schlacht. Dort kämpft bereits Hans-Jürgen in seiner Lederhose an der Seite des Kurfürsten und auch Götz entscheidet sich für die kurfürstliche Seite. Während des Kampfes findet ein schneller Hosenwechsel statt und die gegnerischen Truppen werden erfolgreich in die Flucht geschlagen. Zu Hause fällt Götz wie immer schwertrunken in sein Bett. Bevor Brigitte etwas sagen kann, zieht Götz jedoch diesmal freiwillig seine Lederhose aus.

## Produktion
Die Hosen des Ritters von Bredow beruht auf dem Roman Die Hosen des Herrn von Bredow von Willibald Alexis. Der Film wurde 1972 zu großen Teilen auf der Burg Rabenstein (Fläming) und im Schloss Wiesenburg (Brandenburg) gedreht und erlebte am 31. August 1973 im Leipziger Capitol seine Premiere. Am 28. Dezember 1974 lief er erstmals auf DFF 1 im Fernsehen.

## Kritik
Die zeitgenössische Kritik lobte den Film für seine Darsteller, die „in diesem, dank Kostüm-, Masken- und Szenenbildern farbenfrohen, turbulenten Film […] selbst in den kleinsten Nebenrollen hervorragend… [seien].“ Andere Kritiker befanden, dass die langen Prügelszenen im Wirtshaus und das lange Wäschereifest langweilig seien oder merkten an, dass „Ort und Zeit der Handlung [eigentlich] ein finsteres Bild boten. […] In diesem Punkt mangelt es dem Film an historischem Geist. Das Komödiantische entfaltet sich auf einem verharmlosenden Hintergrund und verliert so an Tiefe der Sicht“.
Rolf Richter kritisiert hingegen in Neues Deutschland, der Film bleibe „Mehr bieder-harmloser Spaß als eine Satire“.
Das Lexikon des internationalen Films befand: „Teils moritatenhafte Sage, teils derber Prügelklamauk, bietet der Film insgesamt humorvolle Unterhaltung. In der als übler ‚Pfaffen-Typ‘ verzeichneten Gestalt eines lüsternen, ränkesüchtigen ‚Dechanten‘ wird freilich der religiöse Zeithintergrund verzerrt.“
Für Cinema war der Film eine „kecke Adelsposse, mit Armin Mueller-Stahl als fiesem Pfaffen.“